# Verrucosa pedrera
Verrucosa pedrera Lise, Kesster & Silva, 2015 è un ragno appartenente alla famiglia Araneidae.

## Etimologia
Il nome della specie deriva dalla località colombiana di rinvenimento degli esemplari: La Pedrera.

## Caratteristiche
L'olotipo femminile rinvenuto ha lunghezza totale è di 7,00mm; la lunghezza del cefalotorace è di 2,50mm; e la larghezza è di 2,50mm.

## Distribuzione
La specie è stata reperita nella Colombia meridionale: l'olotipo femminile è stato rinvenuto in località La Pedrera, presso il comune di Leticia, nel dipartimento di Amazonas.

## Tassonomia
Al 2015 non sono note sottospecie e non sono stati esaminati nuovi esemplari.